# American Israel Public Affairs Committee
El American Israel Public Affairs Committee (AIPAC) (en español: Comité Estadounidense–Israelí de Asuntos Públicos, CEIAP) es un grupo de presión sionista en Estados Unidos que realiza tareas en el Congreso de los Estados Unidos y en la Casa Blanca en favor de mantener una estrecha relación entre Israel y Estados Unidos. Se describe a sí mismo como un «lobby proisraelí en los Estados Unidos» y se trata de una organización sin ánimo de lucro.
El CEIAP fue fundado en 1954 por Isaiah L. Kenen, un lobista del gobierno israelí, en parte como respuesta a las reacciones internacionales negativas a la masacre de Qibya de aldeanos palestinos ese año.El CEIAP se convirtió en una poderosa organización durante su momento de mayor influencia en la década de los ochenta. En 2002, el CEIAP expresó su intención de presionar al Congreso para que autorizara el uso de la fuerza en Irak, y en 2003, se defendió la guerra de Irak en actos del AIPAC.En 2005, un analista del Pentágono se declaró culpable de cargos de espionaje por pasar secretos del gobierno estadounidense a altos cargos del CEIAP, en lo que se conoció como el escándalo del espionaje del CEIAP.
Hasta 2021, el CEIAP no recaudaba fondos para candidatos políticos, sino que sus miembros lo hacían a través de comités de acción política no afiliados al CEIAP y por otros medios.A finales de 2021, el CEIAP creó su propio comité de acción política. También anunció planes para un Super-PAC, que puede gastar dinero en nombre de candidatos.Sus críticos han afirmado que actúa como un agente del gobierno israelí con un «dominio absoluto» sobre el Congreso de los Estados Unidos con su poder e influencia.CEIAP ha sido acusado de estar fuertemente aliado con el partido Likud de Israel y el Partido Republicano en los Estados Unidos. Un portavoz de CEIAP ha llamado a esto una «caracterización errónea maliciosa».
El CEIAP afirma que cuenta con más de cien mil miembros, diecisiete oficinas regionales y «una vasta reserva de donantes».El representante Brad Sherman (demócrata de California) ha calificado al CEIAP de «la organización más importante en la promoción de la alianza entre Estados Unidos e Israel». Además, la organización ha sido calificada como uno de los grupos de presión más poderosos de Estados Unidos.
El CEIAP se describe a sí mismo como una organización bipartidista, siendo los proyectos de ley para los que ejerce presión en el Congreso patrocinados conjuntamente por un demócrata y un republicano.Los partidarios del CEIAP afirman que su naturaleza bipartidista puede verse en su conferencia política anual, que en 2016 incluyó a los candidatos de ambos partidos principales: la demócrata Hillary Clinton y el republicano Donald Trump. Demócratas de alto rango, como el vicepresidente (luego presidente) Joe Biden y la senadora (luego vicepresidenta) Kamala Harris se han expuesto ante la CEIAP,así como republicanos de alto rango, como Paul Ryan, entonces presidente de la Cámara de Representantes de Estados Unidos.

## Historia
AIPAC se formó durante la administración de Dwight D. Eisenhower y desde entonces ha fomentado la ayuda y el apoyo de EE. UU. a Israel. En 1997, la revista Fortune pidió a los congresistas que eligieran las "25 organizaciones más poderosas" de lobby en Washington D. C.. En 2005, el Diario Nacional hizo lo mismo. Ambas veces, AIPAC quedó en segundo lugar, por delante de la American Federation of Labor and Congress of Industrial Organizations (AFL-CIO) y la Asociación Nacional del Rifle (en inglés: National Rifle Association) (ANR), pero detrás de la American Association of Retired Persons (AARP) En 2001, quedó en el cuarto lugar de la lista de la revista Fortune.
El Washington Post describió las diferencias percibidas entre el AIPAC y J-Street: "Aunque ambos grupos se autodenominan bipartidistas, el AIPAC se ha ganado el apoyo de una abrumadora mayoría de judíos republicanos, mientras que J-Street se presenta como una alternativa para los demócratas que se han sentido incómodos tanto con las políticas de Netanyahu como con la afluencia de conservadores al AIPAC".

## Actividades
AIPAC tiene fuertes enlaces con el think tank del Washington Institute for Near East Policy.
El Comité Americano de Asuntos Públicos de Israel es un grupo de presión (un lobby) que promueve los intereses de Israel en el Congreso de los Estados Unidos y en la Casa Blanca. La actual presidenta de AIPAC es la señora Lillian Pinkus.
AIPAC es una de las muchas organizaciones proisraelíes de los Estados Unidos, AIPAC afirma que tiene más de 100.000 miembros, 17 oficinas regionales y un amplio número de donantes. El congresista de California Brad Sherman ha dicho que AIPAC "es la mayor organización que promueve la alianza entre Israel y los Estados Unidos". 
AIPAC es uno de los grupos de presión más poderosos de los Estados Unidos. La organización no reúne fondos para los candidatos políticos, pero sus miembros reúnen dinero para financiar las campañas de los políticos afines al grupo, a través de diversos comités de acción política, que la organización AIPAC ayuda a establecer por diversos medios.
El Comité de Asuntos Públicos Estados Unidos-Israel (AIPAC, por sus siglas en inglés) es un lobby que actúa en el Congreso de los Estados Unidos y en la Casa Blanca. AIPAC está considerado como uno de los grupos de presión más poderosos y cuenta con más de 100.000 miembros activos. Esta organización sionista actúa como un lobby proisraelí en el Congreso de los Estados Unidos. A su conferencia anual acudió el Primer ministro del Estado de Israel, Benyamin Netanyahu. La influencia de esta organización es muy grande, en 2016 acudieron a su conferencia los candidatos a la presidencia de los Estados Unidos: Donald J. Trump y Hillary Rodham Clinton. Fue allí donde el entonces candidato Donald J. Trump, prometió que si resultaba elegido presidente trasladaría la embajada de los Estados Unidos en Israel, la cual entonces estaba ubicada en Tel Aviv, a la ciudad de Jerusalén.

## Críticas
Los críticos del poderoso lobby sionista en los Estados Unidos afirman que el AIPAC actúa como un agente del gobierno israelí en el Congreso de Estados Unidos, ejerciendo en él su gran poder e influencia.
El grupo ha sido acusado de estar fuertemente aliado con el partido Likud de Israel y el Partido Republicano en Estados Unidos, pero el AIPAC insiste en que su apoyo al estado de Israel debe ser un asunto de ambos partidos políticos.
El diario estadounidense The Washington Post describió las diferencias percibidas por el público entre el AIPAC y otros grupos de presión sionistas como J Street: Aunque ambos grupos se hacen llamar bipartidistas, AIPAC ha ganado el apoyo de una abrumadora mayoría de judíos republicanos, mientras que J Street se presenta a sí mismo como una alternativa para los demócratas que se sienten incómodos con las políticas de Benjamín Netanyahu y también con los políticos conservadores de AIPAC. La organización se describe como una asociación bipartidista. Los proyectos de ley que presenta en el Congreso de los Estados Unidos son siempre patrocinados conjuntamente tanto por los demócratas como por los republicanos. Los partidarios de AIPAC afirman que su naturaleza bipartidista se puede ver en su conferencia política anual, que en 2016 incluyó a los candidatos de los partidos principales, la demócrata Hillary Clinton y el republicano Donald Trump, así como a los demócratas de alto rango, incluyendo al ex-vicepresidente Joe Biden y al presidente republicano de la Cámara de Representantes de los Estados Unidos, Paul Ryan.

## Fundación Americana Israelí para la Educación
La Fundación Americana Israelí para la Educación (en inglés estadounidense: The American Israel Education Foundation) (AIEF) es una organización sin ánimo de lucro que forma parte de AIPAC, el lobby proisraelí en los Estados Unidos. La AIEF fue creada en 1990. La fundación otorga becas cada año para apoyar programas educativos, y fomenta la investigación sobre los asuntos referentes a la región de Oriente Medio. La AIEF financia materiales educativos, organiza conferencias, y programas de liderazgo para los estudiantes universitarios. Además de otorgar becas para los programas del lobby 
AIPAC, la fundación financia seminarios educativos en Israel para los miembros del Congreso de los Estados Unidos, y para otros políticos influyentes, sobre la importancia de la relación entre los Estados Unidos y el Estado de Israel, presenta informes redactados por expertos en los asuntos referentes a la región de Oriente Medio, y organiza encuentros con los dirigentes políticos israelíes.

## Principales donantes
- Jan Koum, cofundador de WhatsApp, hizo en 2019 la mayor donación individual de la historia a AIPAC, con dos millones de dólares.[26] En 2023 donó 5 millones.[27]
- Jonathon Jacobson, financiero.[28]
- Paul Singer, inversor.[29][28]
- Bernie Marcus, ex CEO de Home Depot.[28]
- Bob Kraft, dueño de los New England Patriots.[28]
- Haim Saban, empresario israelí-estadounidense.[28]

### Perfiles
- AIPAC:The American Israel Public Affairs Committee
  - AIPAC Press Releases
- Mitchell Bard "The Israeli and Arab Lobbies"
- President Bush's address to the AIPAC policy conference, May 18, 2004
- Israeli Foreign Minister Silvan Shalom to the AIPAC Policy Conference, March 30, 2003
- Senator John McCain, AIPAC Summer Seminar series, June 20, 2001
- AIPAC Definition on Ynet News, Online news and definitions of common Jewish and Israeli terms

### Nuevos artículos
- Arnaud de Borchgrave. "AIPAC's annual conference, attended by 5000 activists", Washington Times, 12 de junio de 2005.*Dorf, Matthew, After Barak win, AIPAC reverses opposition to a Palestinian state, The Jewish News Weekly of Northern California, 28 de mayo de 1999. Consultado el 27 de marzo de 2006
- Dreyfuss, Robert. "Agents of Influence" Archivado el 23 de abril de 2005 en Wayback Machine., The Nation, 16 de septiembre de 2004
- Robert Dreyfuss. "Bigger Than AIPAC", 9 de agosto de 2005.
- Edsall, Thomas B. & Moore, Molly. "Pro-Israel Lobby Has Strong Voice: AIPAC Is Embroiled in Investigation of Pentagon Leaks", The Washington Post, 5 de septiembre de 2004
- Goldberg, Jeffrey. "Real Insiders", New Yorker, 4 de julio de 2005
- Kampeas, Ron. Steven Rosen indictment, The Jewish Telegraphic Agency (JTA), 8 de diciembre de 2005.
- Massing, Michael. "The Israel Lobby", The Nation, 23 de mayo de 2002
- Ori Nir, "Scandal Stymies Israeli Effort to Pressure Tehran", Forward, 29 de abril de 2005.
- Ori Nir, "Indicted Officials Consider Suing Pro-Israel Lobby", Forward, 23 de diciembre de 2005.
- Michael Massing, The Storm over the Israel Lobby, New York Review of Books, Volumen 53, Número 10 · 8 de junio de 2006.
- The myth of the "Jewish lobby" in the Frontline (India's National Magazine) Volumen 20 - tema 20, 27 de septiembre - 10 de octubre de 2003.

### Críticas
- Stop AIPAC website
- Ari Berman. AIPAC's Hold The Nation
- Charlotte Christison y Bill Christison (ex analistas de la CIA), The Power of the Israel Lobby: Its Origins and Growth, CounterPunch, 16 de junio de 2006.
- Frank, Joshua. "Entrenched Hypocrisy: Hillary Clinton, AIPAC and Iran", Dissident Voice, 3 de enero de 2006.
- Rob Lipton. AIPAC, Congress and the US Peace movement, MuzzleWatch blog (Jewish Voice for Peace)
- George Soros. On Israel, America and AIPAC. New York Review of Books. 12 de abril de 2007.
- Grant Smith. Is It Time To Rein in AIPAC?
- "The Israel Lobby" Archivado el 15 de agosto de 2009 en Wayback Machine., John Mearsheimer and Stephen Walt, London Review of Books, March 2006.

- Datos: Q465328
- Multimedia: American Israel Public Affairs Committee / Q465328